# 四ツ橋

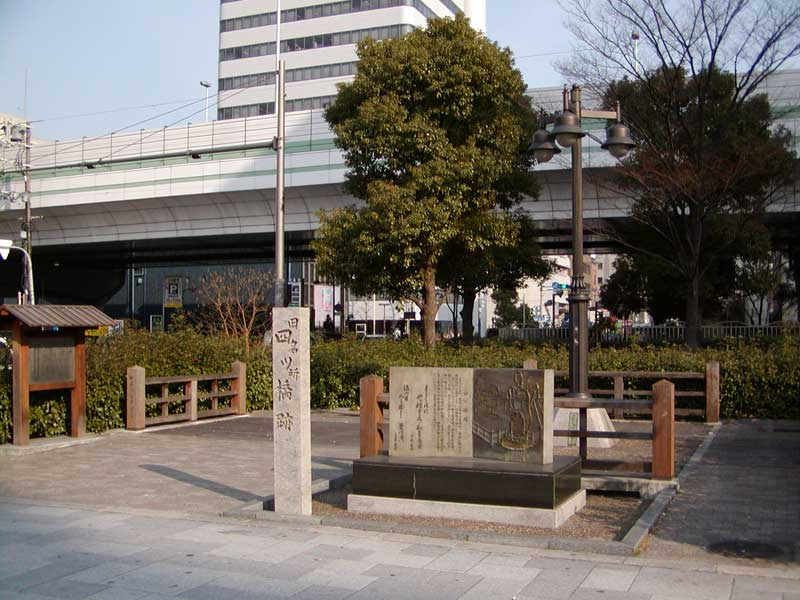
「旧名所 四ツ橋跡」碑

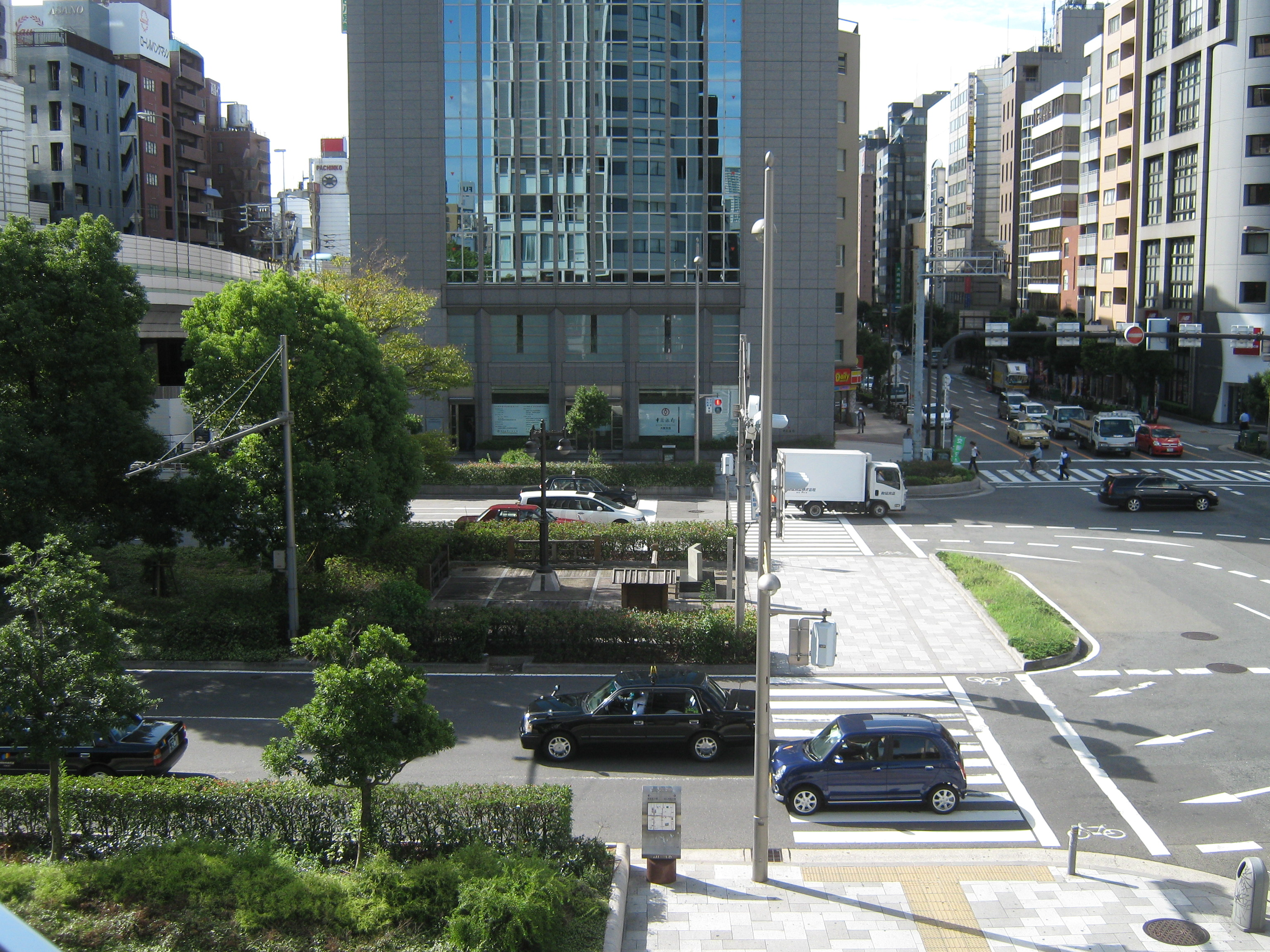
吉野屋橋跡（画像左）と四ツ橋交差点（画像右）

四ツ橋（よつばし）は、大阪市内に唯一存在した「堀川の十字交差部」に架橋されていた4つの橋を一括して称した「四つ橋」、およびその周辺の地域の通称である。道路、水路、その後の市電にとっての重要な交通の要所であった。その後、堀川の埋立に伴って4つの橋は撤去され、現在は交差点名や駅名としてその名を残している。

## 「四つ橋」（橋）

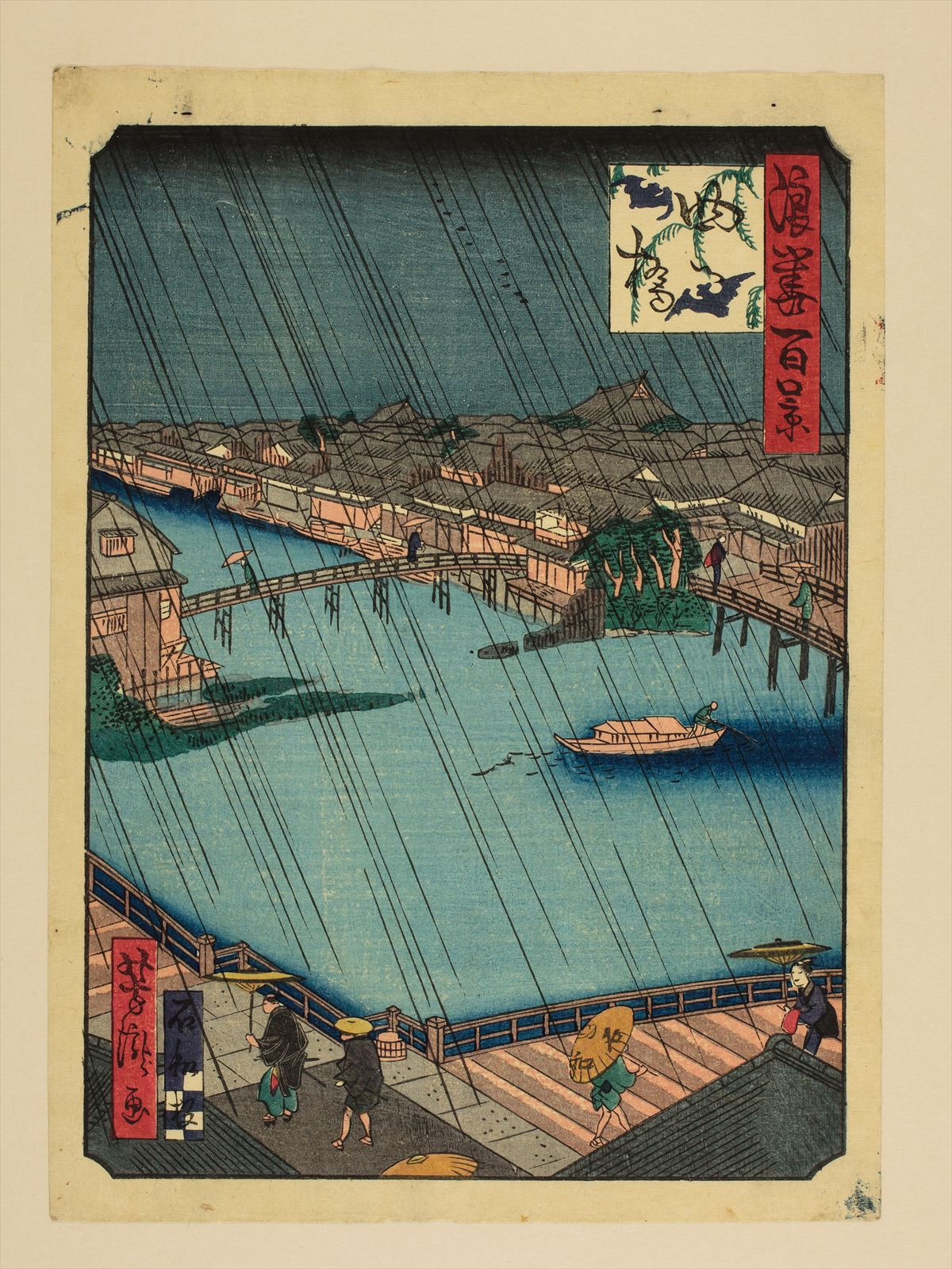
江戸時代の四つ橋（浪花百景）
（画像右上が船場側。上繋橋が川の交差部よりやや離れているのがわかる）

現在、ともに埋め立てられている長堀川と西横堀川が十字に交差した地点に「ロ」の字型に架けられていた4つの橋の総称である。これら4つの橋は、長堀川が開削された1622年（元和8年）より間もなく架けられたと考えられる。
橋脚は3本の柱を横梁で補強されており、径間数は7-8で、橋脚間の幅は平均4-5メートルであったと推定される。橋の幅は、江戸時代前期にはそれぞれ約3メートルであったが、1881年（明治14年）の記録においては約6メートルになっている。本流の淀川より離れた位置にあるが、1845年（弘化2年）の淀川の洪水では、四つ橋のうち1つが流された記録がある。
上繋橋（かみつなぎばし）
西横堀川に架かる北の橋。橋の長さは江戸時代前期で33.6メートルであり、1881年（明治14年）の記録では約35メートル。ほかの3つの橋と違い、この橋だけが川の交差部よりやや離れて架けられていたことから「縁切り橋」と呼ばれ、別れを招くとされた。
1908年（明治41年）6月、大阪市電の東西線建設による長堀川北岸の拡幅に伴い、橋長27.2メートル、幅16.5メートルの鋼桁橋に架け替えられた。
下繋橋（しもつなぎばし）
西横堀川に架かる南の橋。江戸時代前期の橋の長さは39.1メートルで、1881年（明治14年）の記録では約35メートル。
炭屋橋（すみやばし）
長堀川に架かる東の橋。島之内西端の旧町名「炭屋町」に由来する。江戸時代前期の橋の長さは40.6メートルで、1881年（明治14年）の記録では約35メートル。
吉野屋橋（よしのやばし）
長堀川に架かる西の橋。北堀江東端の旧町名「吉野屋町」に由来する。江戸時代前期の橋の長さは42.4メートルで、1854年（嘉永7年）の橋の番付表では約3メートル短くなっており、1881年（明治14年）の記録でも40メートル弱である。
1924年（大正13年）の更正第一次都市計画事業に基づき、1927年（昭和2年）12月に上繋橋、1928年（昭和3年）2月に下繋橋と炭屋橋、同年11月に吉野屋橋が架け替えられた。それぞれ全長25-34メートル、幅は上繋橋が27.4メートルであるほかは約9メートルのアーチ橋で、アーチ橋としたのは河川舟運を考慮したものと考えられる。しかし、太平洋戦争後の高度成長期になると自動車の交通量が急増し、道路拡張のため、1964年（昭和39年）、西横堀川の埋め立てにより上繋橋と下繋橋は撤去され、1970年（昭和45年）には、長堀川の埋め立てにより炭屋橋と吉野屋橋も撤去された。
なお、橋は4つとも撤去されたが、上繋橋跡は長堀通東行き、下繋橋跡は西長堀南通（北堀江側）または鰻谷北通（島之内側）、炭屋橋跡は横堀筋と、吉野屋橋跡を除いて現役の道路として残っている。

## 四ツ橋交差点

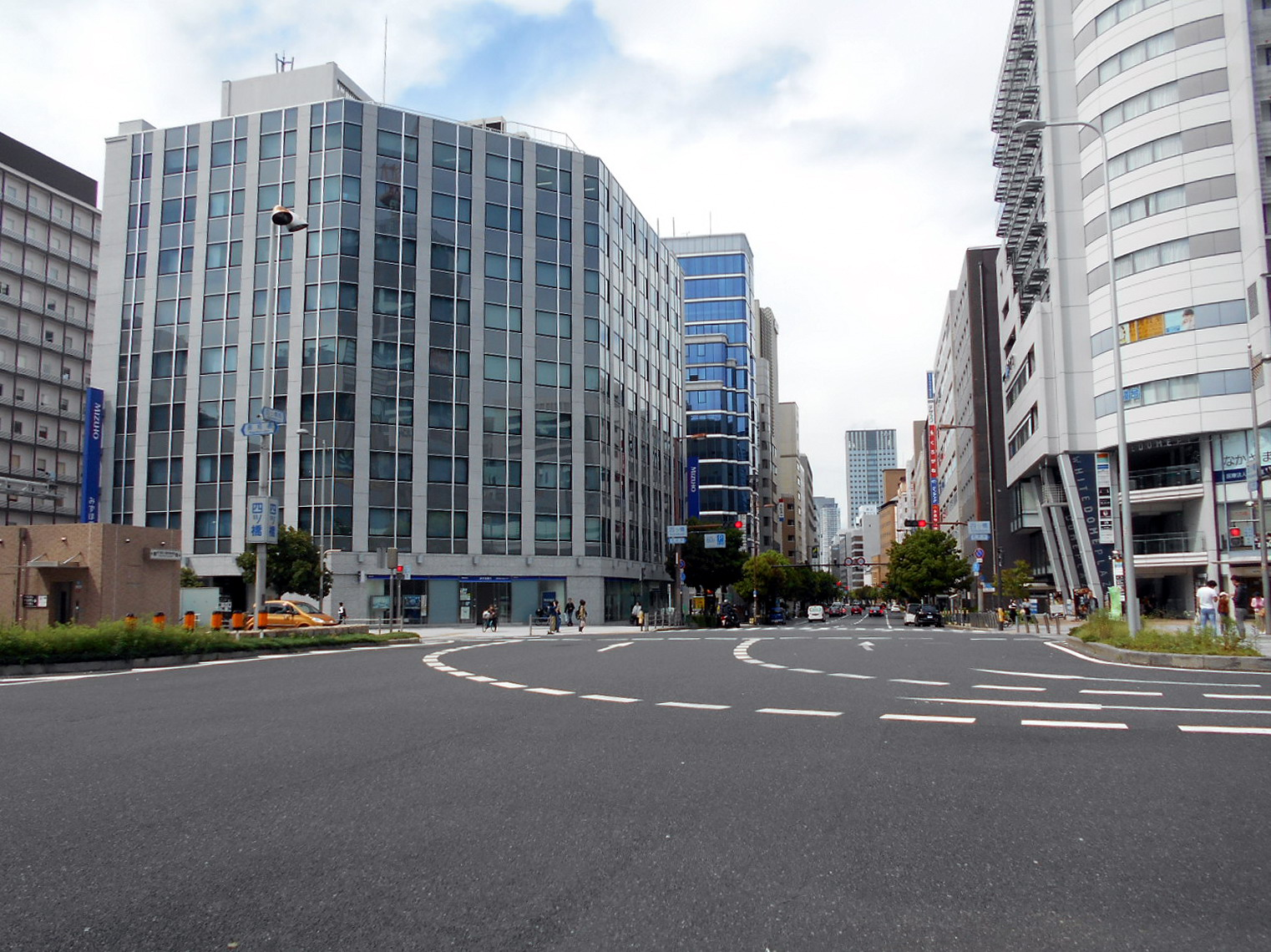
四ツ橋交差点（2018年5月）

現在は長堀通と四つ橋筋の交差点名となっている。本来の四つ橋は、長堀川と西横堀川の交差部、つまり、長堀通と阪神高速1号環状線北行きの交差部であるので、四ツ橋交差点は本来の四つ橋の位置より少し西側にずれていることになる。なお、四ツ橋交差点の位置で長堀川に架けられていた橋は「西長堀橋」である。

### 市電

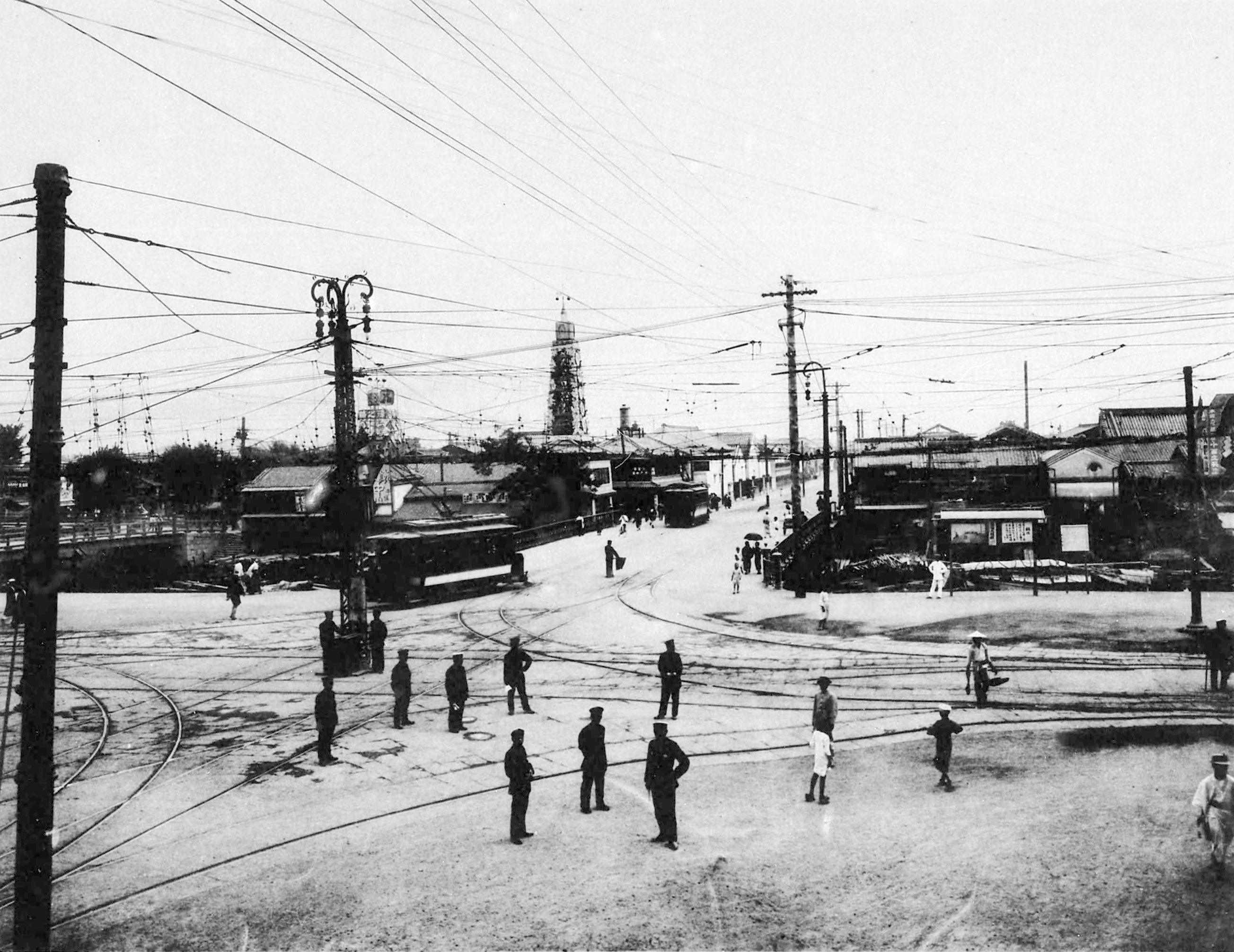
1910年（明治43年）頃の四ツ橋交差点

大阪市電の第二期線は1906年（明治39年）9月に着工され、1908年（明治41年）、東西線・南北線となる縦横2本の幹線が開通した。日本初の国産ダイヤモンドクロッシング（軌道の交差点）が設置されたのがこの交差点である。四ツ橋のダイヤモンドクロッシングは、東西方向と南北方向の軌道が交差、その各線を繋ぐ複線の渡り線があり、線路面の輝く様が宝石の「ダイヤモンド」の様に見えたことからダイヤモンドクロッシングの名がついた。
大阪市電を歌った「大阪市街電車唱歌」の5番には

「新町過ぎて四橋の 風景一目に見え渡る 線路もここは交差点 水は十字に流れたり」

と、同13番には

「又電車にて立ち帰る 西長堀の変圧所 ここは特殊の軌条にて ダイヤモンドの名もしるし」

と同交差点が歌われている。
市電は、1969年（昭和44年）に自動車渋滞などを理由として全廃となった。

### 句碑
長堀通の中央部（分離帯）には、江戸時代中期の俳人小西来山と上島鬼貫が詠んだ句碑が並んで建つ。これらの句にあるように、四つ橋は避暑や月見の名所として知られた。
小西来山の句碑
「すずしさに 四つ橋をよつ わたりけり」
建立不詳。1885年（明治18年）の大洪水により川に没したが、後に個人により引き上げられ、下繋橋西岸に立てられていた。
上島鬼貫の句碑
「後の月 入て貌よし 星の空」
島之内（鰻谷中之町）で亡くなった鬼貫を偲び、没後190年の1928年（昭和3年）、地元青年団により下繋橋東岸に建立された。

## 周辺
四ツ橋は、かつてより都心部の中にあって開けた貴重な部分であったので、よく散歩コースとして市民に親しまれ、また、大阪の名所として観光名所の写真や絵はがきにも多く用いられた。
橋の北西角、交差点の北東角には、東洋初のプラネタリウムが置かれた大阪市立電気科学館が1937年（昭和12年）3月に開館し、四ツ橋のシンボルとなっていたが取り壊され、現在はヴィアイン心斎橋長堀通を主テナントとする大阪市交通局所有の複合ビル「ホワイトドームプラザ」となっている。ビルの外観は、屋上部分がドーム状に造られるなど大阪市立電気科学館を模している。
1965年（昭和40年）には、大阪市営地下鉄四つ橋線の四ツ橋駅が完成した。

## 表記（四ツ橋・四つ橋）
地名（交差点名・駅名）は、「四ツ橋」「四ツ橋駅」とカタカナの「ツ」になっているのに対して、橋名、および線名（道路名・地下鉄路線名）は「四つ橋筋」「四つ橋線」とひらがなの「つ」となっている。
道路を管理していた市の土木局（当時）と、交通事業（市電に四ツ橋の電停があった）を管理していた電気局（当時）が、監督官庁に別の表記で届け出たことに原因があるといわれている。さらに、地下鉄路線名が通過する街路の名前（四つ橋筋）に合わせたのに対して、駅名は地名を採用したという結果、上記のような状況になっている。